# Chinchipe (kanton)
Chinchipe – kanton w prowincji Zamora-Chinchipe, w Ekwadorze. Stolicą kantonu jest Zumba.